# Alberto García Aspe
Alberto García Aspe Mena (Mexikóváros, 1967. május 11. –) spanyol származású mexikói labdarúgó-középpályás.